# Sari (grad)
Sari (perz. ساری; /sārī/) je grad u Iranu i sjedište sjeverne pokrajine Mazandaran. Leži u planinama Alborza, između zapadnih obronaka Taunusa i Tejene, oko 20 km jugoistočno od Kaspijskog jezera odnosno približno 270 km od glavnog grada Teherana. Zbog prirodnih vrela poznato je kupalište i lječilište u zemlji i šire. Prema popisu stanovništva iz 2006. godine u Sariju je živjelo 259.084 ljudi.

## Poveznice
- Zračna luka Dašt-e Naz

## Vanjske poveznice
- (perz.) Službena stranica grada Sarija